# محوطه هومان ۲
محوطه هومان ۲ مربوط به دوره اشکانیان - سده‌های اولیه دوران‌های تاریخی پس از اسلام است و در شهرستان دره‌شهر، بخش مرکزی، دهستان زرین دشت، ۳۵۰م شمال غرب روستای شهید صدوقی واقع شده و این اثر در تاریخ ۲۶ دی ۱۳۸۶ با شمارهٔ ثبت ۲۰۶۳۱ به‌عنوان یکی از آثار ملی ایران به ثبت رسیده است.